# 오구스구
오구스구(아제르바이잔어: Oğuz rayonu)는 아제르바이잔 북부에 위치한 구로 행정 중심지는 오구스이며 면적은 1,216km2, 인구는 38,443명이다. 북쪽으로는 러시아의 다게스탄 공화국과 접한다.